# بانداي نامكو القابضة
نامكو بانداي القابضة (بالإنجليزية: Namco Bandai Holdings)‏ هي شركة يابانية قابضة تشكلت من اندماج شركتي نامكو وبانداي مهتمة بصناعة ألعاب الفيديو و الترفيه و مدن الملاهي ، تأسست عام 2005. يقع مقر الشركة في مدينة شيناغاوا، طوكيو اليابانية . الأعمال الرئيسية لنامكو بانداي القابضة تتكون من تصميم وتنفيذ استراتيجيات إدارة الشركات متعددة الأنشطة وتقديم الدعم لقطاع الأعمال العام لشركاتها التابعة .